# Jeannot Szwarc
Jeannot Szwarc (Parigi, 21 novembre 1939 – Civray-sur-Esves, 15 gennaio 2025) è stato un regista, sceneggiatore e produttore televisivo francese.

## Biografia
Laureato all'Università di Harvard, fu regista di innumerevoli telefilm come Ironside (di cui fu anche sceneggiatore e produttore associato di alcuni episodi), Kojak, Colombo, L'uomo da sei milioni di dollari, Mistero in galleria, Baretta, Grey's Anatomy, Private Practice, JAG - Avvocati in divisa, Smallville, Cold Case - Delitti irrisolti e Bones. 
Nel cinema raggiunse la notorietà per aver diretto Lo squalo 2 (1978), seguito dell'omonimo film, ed Enigma - Il codice dell'assassino (1983).

## Filmografia parziale
- Ironside – serie TV, 2 episodi (1968-1969)
- Mistero in galleria (Night Gallery) – serie TV, 19 episodi (1970-1973)
- Night Terror – film TV (1972)
- Kojak – serie TV, 13 episodi (1973-1977)
- Colombo (Columbo) – serie TV, 1 episodio (1973)
- La figlia del diavolo (The Devil's Daughter) – film TV (1973)
- A Summer Without Boys – film TV (1973)
- Il guardone (1973)
- Piccoli miracoli – film TV (1974)
- L'uomo da sei milioni di dollari (The Six Million Dollar Man) – serie TV, 1 episodio (1974)
- Baretta – serie TV, 4 episodi (1975-1977)
- Bug - Insetto di fuoco (Bug) (1975)
- Lo squalo 2 (Jaws 2) (1978)
- Ovunque nel tempo (Somewhere in Time) (1980)
- Enigma - Il codice dell'assassino (Enigma) (1983)
- Supergirl - La ragazza d'acciaio (Supergirl) (1984)
- La storia di Babbo Natale (Santa Claus) (1985)
- Ai confini della realtà (The Twilight Zone) – serie TV, 2 episodi (1986)
- Grand Larceny (1987)
- Honor Bound (1988)
- Hercule & Sherlock (1996)
- Les soeurs Soleil (1997)
- JAG - Avvocati in divisa (JAG) – serie TV, 19 episodi (1998-2004)
- Smallville – serie TV, 14 episodi (2003-2011)
- Cold Case - Delitti irrisolti (Cold Case) – serie TV, 7 episodi (2006-2010)
- Bones – serie TV, 11 episodi (2007-2014)
- Grey's Anatomy – serie TV, 13 episodi (2009-2017)
- Private Practice – serie TV, 4 episodi (2010-2011)